# أوستين ليفي فرازير
أوستين ليفي فرازير هو سياسي كندي، ولد في 17 مارس 1868، وتوفي في 22 أبريل 1946. انتخب عضو مجلس العموم الكندي.